# Teresa Icaza
Teresa Icaza (Panamá, 12 de octubre de 1940 - Ibidem, 6 de noviembre de 2010) fue una artista plástica panameña.

## Biografía
Teresa Icaza tuvo su primer acercamiento a la pintura durante la adolescencia, cuando tomó algunas clases, aunque su formación artística fue sobre todo autodidacta. 
En la década de los sesenta inició su carrera y realizó estudios de la mano de los artistas panameños Antonio Alvarado y Mario Calvit, quienes se convierten en sus amigos y mentores. Entonces la pintora expuso sus ideas de la abstracción y las diferentes técnicas para crear texturas y collages, elementos claves de su estilo artístico.

## Trayectoria
Está considerada una pionera en el arte contemporáneo, en una época en que sobre todo para las mujeres no era fácil vivir de la pintura, y también como iniciadora en las técnicas del collage y la mixtura en Panamá.

### Estilo
Su inmensa obra atravesó diversas fases en su estilo. Icaza estuvo enfocada principalmente en componentes como el color, los valores abstractos y la representación de la luz.
Posteriormente, la paleta cromática de esta creativa fue transformándose de modo gradual, al inicio con paisajes de tonos sombríos y ambientes nocturnos y evolucionó hacia obras de acentos cálidos y soluciones semifigurativas.
Tania Iglesias dijo que: “Los paisajes de Icaza –aun cuando nos remiten a signos reconocibles-han sido filtrados a través de la percepción íntima y secreta de esta artista, en cuya obra se sigue advirtiendo la memoria lingüística de una creadora entrenada en dominios de la abstracción”.
La crítica de arte Mónica Kupfer dijo sobre su obra “tanto los espacios siderales de sus primeros años, como los posteriores bosques voluptuosos con horizontes de luz, le sirvieron como vehículo para la expresión de realidades interiores y la ilusión de un mundo lejano e ideal”.
La artista se inspiró en elementos cósmicos, cuerpos celestes y satélites -en una de sus etapas- y llamó a esa colección Crónicas marcianas en alusión directa a la obra de Ray Bradbury. Antes de llegar a los famosos árboles hubo toda una exposición de lo abstracto. Sin embargo, sus árboles no fueron parecidos a los de la realidad, se decantó por los troncos de tonos azules, naranjas y rojizos.
El diario La Prensa, publicó un artículo días después del fallecimiento de la artista, resumiendo la evolución de su obra.

Era un torbellino. Aplicó diferentes estilos y experimentó con diversas técnicas, desde la abstracción con la que dio comienzo su carrera formal, a las influencias literarias como lo fue Crónicas Marcianas, de Ray Bradbury, que inspiró una serie que le llevó al que sería su gran tema: la naturaleza
André Mauricio. La Prensa (14/11/2010)

“Mi madre tenía una particular forma de interpretar lo que percibía y su estado de ánimo se reflejaba en sus obras, sobre todo en el color”, recordó también en el mismo artículo su hija Irene González Icaza. 

### Exposiciones
En 1973, en el Instituto Panameño del Arte, realizó su primera exposición individual, conformada por 22 piezas en un estilo lírico abstracto. 
Durante cinco décadas de trabajo, presentó más de cuarenta exhibiciones personales y participó en más de sesenta exposiciones colectivas, que tuvieron alcance tanto en Panamá como a nivel internacional.
Sus piezas forman parte de colecciones de gran relevancia como el Museo de Arte de las Américas en Washington D. C., y en Panamá, en el Museo de Arte Contemporáneo, el Banco Nacional de París, el Banco Exterior y el Instituto Nacional de Cultura, entre otras.
En 2018, se realizó en San Francisco la exposición titulada “Teresa Icaza, de la abstracción al paisaje" recopilando una selección de las 42 obras producidas entre los años 1989 y 2008.

## Distinciones
Teresa Icaza tuvo el honor de recibir varias distinciones durante su carrera, además de la Mención de Honor en el Concurso Xerox de 1975 y el Segundo Premio de la Plástica Joven Panameña, en 1976.
Fue reconocida con Primera Mención de Honor en el Primer Concurso Nacional de Pintura de Panamá del Instituto Nacional de Cultura (INAC), en 1981. También recibió altos reconocimientos como el primer premio en el Concurso Nacional de Pintura del INAC, en 1985 y en el Concurso Nacional de la Refinería Panamá en el año de 1987.
Al momento de su deceso, a causa de un infarto, a sus 70 años, la artista dejó por terminar entre cinco y seis cuadros.